# Diana Garrigosa Laspeñas
Diana Garrigosa Laspeñas (Barcelona, 10 de noviembre de 1944-Ib., 10 de febrero de 2020) fue una economista y profesora de informática española, esposa del presidente de la Generalidad de Cataluña, Pasqual Maragall (2003-2006).

## Vida
Hija de Cristóbal Garrigosa Ceniceros ingeniero óptico, fundador junto a los hermanos Cottet de la Industrial Nacional de Óptica (INDO) en Hospitalet de Llobregat y Josefina Laspeñas Cabello. Tuvo tres hermanos: Pilar, Airy y Juan Cristóbal.
Realizó un máster en Ciencias Económicas en la especialidad de Econometría en la New School for Social Research (Nueva York). De regreso a España, trabajó en el Centro Ordenador Municipal del Ayuntamiento de Barcelona y fue profesora de Informática en la escuela Aula de la ciudad condal.
Se casó con Pasqual Maragall en 1965, y tuvieron tres hijos: Cristina, Airy y Guim. Fue militante del Partido de los Socialistas de Cataluña (PSC) gran parte de su vida hasta que se dio de baja del partido justo antes de saber que Pasqual Maragall no sería presidenciable en las elecciones del 2006.
Cuando en 2007, Pascual Maragall fue diagnosticado de Alzheimer, Diana lo cuidó personalmente, con la ayuda de familiares y amigos. En abril de 2008, junto con su marido creó la Fundación Pasqual Maragall dedicada a la lucha contra la enfermedad de Alzheimer, de la que fue la presidenta, y que representa su legado, siendo un referente en la lucha contra el Alzheimer.
En 2010 protagonizó, junto con su marido, la película documental Bicicleta, cuchara, manzana de Carles Bosch.
Falleció el 10 de febrero de 2020 a los 75 años, de forma repentina como consecuencia de un infarto en la ciudad que la vio nacer.